# Otto Christian Rehling
Otto Christian Rehling (17. juli 1812 i Trankebar – 6. september 1892 i Helsingør) var en dansk bankdirektør og politiker.
Han var søn af guvernør, regeringsråd og justitiarius i Trankebar Johannes Rehling (1775-18419) og Mette Marie Stricker (1796-1860), blev 1832 student fra Sorø Akademi, 1838 cand. jur. og samme år fuldmægtig ved guvernementet i Trankebar, 1841 desuden konstitueret politimester og blev 1847 afskediget. I perioder i årene 1848-51 var Rehling konstitueret garnisonsauditør ved Kronborg fæstning og auditør ved Helsingørs borgerlige artilleri. 15. oktober 1850 blev han kgl. rådmand i Helsingør og var desuden medlem af Helsingør Byråd. Fra 1853 til sin død var han direktør for Sparekassen for Helsingør og Omegn, fra 1876 som formand i direktionen. 1853 blev han virkelig kancelliråd, 1869 justitsråd, 5. april 1876 Ridder af Dannebrog og 26. maj 1892 Dannebrogsmand.
Han ægtede 29. september 1838 i Sankt Olai Kirke Juliane Marie Lund (4. september 1813 sst. – 30. januar 1879 sst.) datter af brygger, rådmand Børge Reiersen Lund og Johanne Elisabeth Larsen.
Rehling har efterladt sig nogle dagbøger og breve, hvori han beskriver livet i den danske koloni Trankebar. Nogle af brevene er omtalt i Handels- og Søfartsmuseets årbog 1952.